# Coquainvilliers
Coquainvilliers és un municipi francès situat al departament de Calvados i a la regió de Normandia. L'any 2007 tenia 819 habitants.

## Demografia

### Població
El 2007 la població de fet de Coquainvilliers era de 819 persones. Hi havia 312 famílies de les quals 54 eren unipersonals (36 homes vivint sols i 18 dones vivint soles), 113 parelles sense fills, 127 parelles amb fills i 18 famílies monoparentals amb fills.
La població ha evolucionat segons el següent gràfic:
Habitants censats

### Habitatges
El 2007 hi havia 348 habitatges, 315 eren l'habitatge principal de la família, 25 eren segones residències i 8 estaven desocupats. 331 eren cases i 16 eren apartaments. Dels 315 habitatges principals, 261 estaven ocupats pels seus propietaris, 51 estaven llogats i ocupats pels llogaters i 3 estaven cedits a títol gratuït; 1 tenia una cambra, 5 en tenien dues, 42 en tenien tres, 59 en tenien quatre i 208 en tenien cinc o més. 276 habitatges disposaven pel capbaix d'una plaça de pàrquing. A 123 habitatges hi havia un automòbil i a 176 n'hi havia dos o més.

### Piràmide de població
La piràmide de població per edats i sexe el 2009 era:
| Homes | Edats   | Dones |
| ----- | ------- | ----- |
| 0     | 95 o +  | 0     |
| 0     | 90 a 94 | 3     |
| 2     | 85 a 89 | 4     |
| 1     | 80 a 84 | 3     |
| 8     | 75 a 79 | 11    |
| 10    | 70 a 74 | 15    |
| 27    | 65 a 69 | 11    |
| 15    | 60 a 64 | 19    |
| 24    | 55 a 59 | 23    |
| 34    | 50 a 54 | 35    |
| 34    | 45 a 49 | 38    |
| 27    | 40 a 44 | 28    |
| 35    | 35 a 39 | 31    |
| 20    | 30 a 34 | 24    |
| 14    | 25 a 29 | 11    |
| 20    | 20 a 24 | 17    |
| 31    | 15 a 19 | 36    |
| 28    | 10 a 14 | 32    |
| 28    | 5 a 9   | 25    |
| 20    | 0 a 4   | 22    |

## Economia
El 2007 la població en edat de treballar era de 552 persones, 388 eren actives i 164 eren inactives. De les 388 persones actives 354 estaven ocupades (189 homes i 165 dones) i 34 estaven aturades (16 homes i 18 dones). De les 164 persones inactives 79 estaven jubilades, 43 estaven estudiant i 42 estaven classificades com a «altres inactius».

### Ingressos
El 2009 a Coquainvilliers hi havia 335 unitats fiscals que integraven 898 persones, la mediana anual d'ingressos fiscals per persona era de 19.561 €.

### Activitats econòmiques
Dels 28 establiments que hi havia el 2007, 2 eren d'empreses alimentàries, 5 d'empreses de fabricació d'altres productes industrials, 4 d'empreses de construcció, 5 d'empreses de comerç i reparació d'automòbils, 2 d'empreses de transport, 1 d'una empresa d'hostatgeria i restauració, 3 d'empreses financeres, 2 d'empreses immobiliàries, 2 d'empreses de serveis i 2 d'empreses classificades com a «altres activitats de serveis».
Dels 8 establiments de servei als particulars que hi havia el 2009, 1 era una autoescola, 2 paletes, 2 electricistes, 2 restaurants i 1 agència immobiliària.
L'any 2000 a Coquainvilliers hi havia 27 explotacions agrícoles que ocupaven un total de 670 hectàrees.

## Equipaments sanitaris i escolars
El 2009 hi havia una escola elemental.

## Poblacions més properes
El següent diagrama mostra les poblacions més properes.